# Пенаншка риба борац
Пенаншка риба борац или пенаншка бета (Betta pugnax) је врста гурамије (Osphronemidae), која је ендемит Југоисточне Азије, где насељава шумске потоке Малајског полуострва, Тајланда, Суматре и Острва Ријау. Поред свог природног ареала увезена је на острво Гвам. Може се видети у подножју биљака које расту дуж обала. Достиже дужину од 6,7 cm. Своја јаја чува у устима. Имајући у виду да се храни ларвама комараца, корисна је у контроли њихове популације.
Пре него што ју је у очима западњака засенила сијамска риба борац (B. splendens), B. pugnax је била добро позната као риба борац, на шта указује специјски епитет pugnax, и привлачила је интересовање научника који су проучавали понашање животиња још 1880-их.